# Зундвеого
Зундвеого (фр. Zoundwéogo) — одна з 45 провінцій Буркіна-Фасо. Входить до складу Південно-Центральній області. Адміністративний центр провінції — місто Манга. Площа провінції становить 3 604 км².

## Населення
За даними на 2013 рік чисельність населення провінції становила 291 096 осіб.
Динаміка чисельності населення провінції по роках:
| 1996   | 1997   | 2005   | 2006   | 2013   |
| ------ | ------ | ------ | ------ | ------ |
| 197133 | 196698 | 248677 | 244714 | 291096 |

## Адміністративний поділ
В адміністративному відношенні поділяється на 7 департаментів:
- Бере
- Бінде
- Гого
- Гомбусугу
- Гіба
- Манга
- Нобере